# Кушниренко, Георгий Анатольевич
Георгий Анатольевич Кушнире́нко (28 декабря 1919, Елисаветград — 1 января 2000) — советский киносценарист.

## Биография
Родился 28 декабря 1919 года в Елисаветграде.
В 1937—1941 годах учился на электромеханическом факультете Московского энергетического института.
Участник Великой Отечественной войны.
В 1945—1946 годах учился заочно в Индустриальном институте. В 1946 году поступил на сценарный факультет Всесоюзного государственного института кинематографии (мастерская Иосифа Маневича, Александра Довженко), который окончил в 1951 году.
Автор сценариев игровых, документальных, научно-популярных и мультипликационных фильмов.
Умер в 2000 году.
Сын — математик Анатолий Кушниренко.

## Фильмография
- 1956 — Главный проспект
- 1958 — На перекрёстке (мультипликационный)
- 1960 — Самолёт уходит в 9
- 1963 — Серебряный тренер
- 1968 — Чёрт попутал (мультипликационный)
- 1969 — Рассказы о Димке
- 1969 — Это дело не моё (мультипликационный)
- 1972 — Три квитанции (мультипликационный)
- 1974 — Нервный ребёнок (короткометражный)
- 1975 — Родины солдат
- 1975 — Оглянись, найдёшь друзей
- 1976 — Младший брат (мультипликационный)
- 1977 — Старт (мультипликационный)
- 1978 — Мятежный «Орионъ»
- 1978 — Поговорим, брат…
- 1982 — Не хочу быть взрослым
- 1985 — Как стать счастливым
- 1986 — Микко из Тампере просит совета (СССР, Финляндия)

## Награды и премии
- заслуженный деятель искусств РСФСР (1982)
- Государственная премия РСФСР имени Н. К. Крупской (1984) — за сценарий фильма «Не хочу быть взрослым» (1982)
- орден Отечественной войны II степени (6.4.1985)